# Jak Jones
Jak Lewis Jones (* 29. Juli 1993 in Cwmbran) ist ein walisischer Snookerspieler. Seit 2010 ist er mit Unterbrechungen als Profi auf der World Snooker Tour aktiv. 2024 wurde er Vizeweltmeister und kam damit unter die Top 16 der Weltrangliste.

## Karriere

### Amateurerfolge und Profierfahrungen
Jak Jones versuchte sich erstmals mit 16 Jahren über die Pontin’s International Open Series 2009/10 für die Snooker Main Tour zu qualifizieren. Trotz des Finaleinzugs bei einem der Turniere wurde er am Ende nur Zehnter der Gesamtwertung. Bereits vor Abschluss der Serie hatte er aber auch an der U19-Europameisterschaft teilgenommen und gewonnen. Im Finale bezwang er Anthony McGill mit 6:4. Der Titel brachte ihm mit 17 Jahren die Teilnahmeberechtigung an der Profitour.
In seiner ersten Main-Tour-Saison 2010/11 erreichte Jones lediglich zwei Mal die Runde der Letzten 32 in den Minor-Turnieren der PTC-Serie. In vollwertigen Ranglistenturnieren gelang ihm nur bei den Welsh Open 2011 ein Sieg gegen David Gilbert. Folglich konnte er sich nicht auf der Main Tour halten.
Während der Snooker-Saison 2011/12 nahm Jones als Amateur an neun der zwölf Turniere der Players Tour Championship 2011/12 teil. Sein bestes Ergebnis erzielte er mit dem Erreichen des Achtelfinals des PTC Events 2. Dabei bezwang er die Profis Anthony Hamilton, James Wattana und Sam Craigie, bevor er an Rory McLeod scheiterte. Am Ende war er mit dem geteilten 75. Platz der PTC-Preisgeldrangliste hinter Craig Steadman und Kyren Wilson der drittbeste Amateurspieler. Im Jahr darauf war er in den PTC-Turnieren nicht so erfolgreich und kam nie über die zweite Hauptrunde hinaus. Er nahm aber an den an vier Veranstaltungsorten parallel ausgetragenen Qualifikationsturnieren der EBSA Qualifying Tour teil und konnte das letzte im schottischen Ravenscraig gewinnen. In den abschließenden Tour-Playoffs gewann Jones im April 2013 seine beiden Spiele und erhielt ein Zweijahres-Tourticket für die Profispielzeiten Snooker-Saison 2013/14 und 2014/15.
Während es im ersten Jahr nur Auftaktniederlagen gab, konnte er im zweiten Jahr bei den Australian Goldfields Open 2014 und beim Shanghai Masters 2014 die zweite Qualifikationsrunde erreichen. Dazu kamen kleinere Erfolge bei den PTC-Turnieren. Zum Saisonende kam er bei der Weltmeisterschaft nach Siegen über Aditya Mehta und Jack Lisowski sogar in Runde 3. Trotzdem stand er in der Zweijahreswertung nur auf Platz 95 der Weltrangliste und fiel damit erneut aus der Tour heraus.

### Dritter Anlauf als Profi
2015/16 verzichtete der Waliser auf eine Teilnahme an den PTC-Turnieren. Im Februar 2016 trat er aber bei der EBSA-Europameisterschaft an und holte sich durch einen 7:4-Sieg im Finale gegen Jamie Rhys Clarke seinen zweiten internationalen Amateurtitel. Damit qualifizierte er sich auch erneut für die Main Tour und war 2016/17 und 2017/18 wieder startberechtigt.
In seinem ersten Saisonturnier in Riga schaffte es Jones in die zweite Runde, er verlor dort mit 0:4 gegen Mark Williams. Es folgten zahlreiche Niederlagen in den Qualifikationsrunden. Doch bei den English Open, einem Turnier ohne Qualifikation, erreichte er mit Siegen gegen Brandon Sargeant und Elliot Slessor die dritte Runde. Dort gelang ihm mit einem 4:2-Sieg gegen den Weltranglistensechsten Ding Junhui sein bis dahin größter Erfolg. Erst im Achtelfinale verlor er mit 3:4 gegen Anthony Hamilton. Bei der International Championship kam er anschließend erstmals bei einem großen Turnier mit Siegen über Thepchaiya Un-Nooh und den deutlich besser gesetzten Jimmy Robertson die dritte Runde. Nach wiederholten Auftaktniederlagen gelang Jones beim Snooker Shout-Out der Einzug ins Achtelfinale, wo er Shaun Murphy unterlag. Er beendete die Saison mit einer Erstrundenniederlage in der Qualifikation zur Snookerweltmeisterschaft 2017.
Das zweite Jahr begann er auf Platz 75 der Rangliste. Nach zwei Niederlagen in der Qualifikation konnte Jones beim Paul Hunter Classic 2017 seinen ersten Sieg einfahren. Doch nach dem 4:1 gegen Saqib Nasir verlor er mit 2:4 gegen Peter Lines. Beim European Masters 2017 besiegte er in der Qualifikation den Iren Fergal O’Brien, unterlag aber in der ersten Runde dem ehemaligen Weltmeister Ken Doherty. Bei der UK Championship und bei den Northern Ireland Open konnte er jeweils seine Erstrundenpartie gewinnen, beide Male verlor er aber sein Zweitrundenspiel mit einem whitewash. Auch beim Snooker Shoot-Out überstand Jones die erste Runde, verlor dann aber mit 1:84 (nach erspielten Punkten) gegen den späteren Sieger Michael Georgiou. Im weiteren Saisonverlauf erreichte er weitere drei Male die zweite Runde. Sein bestes Saisonergebnis war Runde 3 bei den China Open mit einem 6:5-Sieg gegen den Weltranglistenvierten Judd Trump zum Auftakt, was ihn aber nicht wesentlich voranbrachte. Er schloss die Saison auf Weltranglistenplatz 82 ab und verpasste erneut die direkte Qualifikation für die nächste Saison.
Diesmal hatte er aber die Möglichkeit, durch eine erfolgreiche Teilnahme an der Q School seine Tourzugehörigkeit unmittelbar zu verlängern. Bereits im ersten Turnier von dreien verschaffte er sich mit Siegen über Thor Chuan Leong und im Entscheidungsspiel über Jordan Brown mit 4:2 zwei weitere Jahre auf der Profitour.

### Etablierung auf der Tour
Die Saison 2018/19 begann für Jak Jones mit dem Erreichen der der dritten Runde beim World Open und dem European Masters, aber auch mit mehreren Auftaktniederlagen. Beginnend mit der UK Championship folgte eine Serie von fünf Turnieren, bei denen er die dritte oder zumindest die zweite Runde erreichte, bevor er die letzten vier Turniere der Saison wieder alle in Runde 1 beendete. Immerhin begann er damit das zweite Jahr wieder auf Platz 75 und diesmal konnte er mit dem Erreichen des Achtelfinals beim Riga Masters 2019 erfolgreich starten. Noch wertvoller war das Achtelfinale bei der anschließenden International Championship, das er sich unter anderem mit einem 6:2-Sieg gegen die Nummer 3 der Weltrangliste Mark Williams sicherte. Danach folgte eine wechselhafte Zeit mit einzelnen Siegen, bevor er noch drei weitere Male die dritte Runde erreichte. Sein Auftaktsieg bei der Weltmeisterschaft am Saisonende brachte ihm mit Platz 67 seine bis dahin höchste Platzierung. Es reichte zwar nicht ganz für die Top 64, die automatisch für die nächste Saison qualifiziert waren, aber alleine die Ergebnisse der letzten Spielzeit brachten ihm Platz 2 der Ein-Jahres-Rangliste und damit den Verbleib auf der World Snooker Tour.
Die Spielzeit 2020/21 stand im Zeichen der Corona-Pandemie und fast alle Turniere wurden an einem einzigen Spielort ausgetragen. Erst beim dritten Turnier, den English Open, spielte er wieder richtig erfolgreich. Mit dem Erreichen des Viertelfinals stellte er eine neue persönliche Bestmarke auf. Jack Lisowski und sein Landsmann Matthew Stevens gehörten zu den Besiegten auf seinem Weg unter die Letzten 8, wo er gegen John Higgins mit 5:1 verlor. Gegen den Schotten war auch in Runde 3 der UK Championship Schluss. Das Ergebnis brachte ihm erstmals eine Top-32-Platzierung in der Einjahresrangliste und einen Startplatz beim World Grand Prix, wo er aber glatt mit 0:4 gegen Ding Junhui ausschied. Zweiter Saisonhöhepunkt war das German Masters, wo er erst Kyren Wilson und dann Liang Wenbo jeweils mit 5:4 besiegte und ein weiteres Mal ein Achtelfinale erreichte. Eine Top-32-Platzierung bei den Welsh Open und weitere einzelne Siege sorgten schließlich dafür, dass er die nächste Saison auf Platz 65 begann. Es gelang ihm in dieser Spielzeit, seine Leistung zu stabilisieren. Nur einmal verlor er ein Auftaktspiel, meist kam er unter die Letzten 32. In der zweiten Saisonhälfte kam er mit Siegen über Hossein Vafaei und Mark Allen ins Achtelfinale des Turkish Masters. Beim Gibraltar Open besiegte er Neil Robertson und Stuart Bingham und erreichte erstmals ein Halbfinale. Damit hatte er sich erstmals sicher unter den Top 64 etabliert.

### Der Weg bis ins Weltmeisterschaftsfinale
Die Saison 2022/23 begann durchwachsen, teilweise konnte er seine Leistung bestätigen, mehrmals verlor er aber auch Auftaktspiele. Beim Shoot-Out schaffte er es erstmals ins Achtelfinale, bei den Welsh Open gelang ihm dies ein zweites Mal inklusive eines Siegs über Lokalmatador Mark Williams. In der Weltmeisterschaftsqualifikation erreichte er dann nach sieben Jahren zum zweiten Mal das „Jüngste Gericht“ (engl. Judgement Day), bei dem es um den Einzug in die Hauptrunde ging. Diesmal schlug er Barry Hawkins mit 10:8 und durfte erstmals im Crucible Theatre antreten. Überraschend besiegte er danach bei seinem ersten Auftritt dort nicht nur Ali Carter mit 10:6, sondern warf auch noch Neil Robertson mit 13:7 aus dem Turnier. Mark Allen stoppte ihn dann im WM-Viertelfinale. Damit näherte er sich den Top 32 der Weltrangliste. Aber erneut konnte er zu Beginn des nächsten Jahres die Form nicht aufrechterhalten und Konstanz aufbauen. In der Championship League 2023 erreichte er zwar erstmals die Zwischenrunde, dann verlor er aber drei Auftaktspiele in Folge. Erst gegen Jahresende wurden die Ergebnisse besser. Trotzdem war das Achtelfinale bei den Welsh Open im neuen Jahr das einzige bessere Ergebnis im Saisonverlauf.
Die Wende kam erneut bei der Weltmeisterschaft. Ein klares 10:4 gegen Zhou Yuelong sicherte ihm die zweite Endrundenteilnahme in Folge. Mit demselben Ergebnis schlug er im Crucible Zhang Anda. Es folgte ein 13:9 gegen den Vorjahreshalbfinalisten Si Jiahui und mit einem 13:9 gegen den Weltranglistenersten und Turnierfavoriten Judd Trump stand er selbst im Halbfinale. Ein klares 17:12 gegen Stuart Bingham brachte ihn zum ersten Mal in ein Finale. Gegen Kyren Wilson lag er dann aber mit 1:7 nach der ersten Session zurück und lief dem Rückstand immer hinterher. Zweimal kam er bis auf 3 Frames heran, am Ende verlor er aber 14:18. Platz 2 im hochrangigsten Turnier der Saison brachte Jak Jones nach vorne bis auf Platz 14 der Weltrangliste.

### Nach der Vizeweltmeisterschaft
In der folgenden Saison konnte er durchaus an den Erfolg anknüpfen, es gab aber auch Rückschläge. Beim Shanghai Masters 2024, bei dem er als Top-16-Spieler eingeladen war, verlor er gegen einen chinesischen Amateur. Beim Xi’an Grand Prix kam er ins Achtelfinale. Bei den English Open verlor er das Auftaktspiel, bei den British Open erreichte er das Viertelfinale. Beim Champion of Champions, für das er als Vizeweltmeister qualifiziert war, kam er mit einem Sieg über Gary Wilson ins Viertelfinale. Bei der UK Championship verlor er im Achtelfinale knapp gegen Michael Holt. Dann folgten wieder zwei Zweitrundenniederlagen. Dies führte zu einem Auf und Ab in der Weltrangliste und ausgerechnet vor dem prestigeträchtigen Masters fiel er aus den Top 16 und verpasste das Turnier. Auch das Einladungsformat der Championship League 2025 verlief enttäuschend. In den ersten vier Runden kam er jedes Mal ins Finale, verlor aber jedes Mal. Auch in den restlichen drei Runden der Vorrunde trat er an, es gelang ihm nicht, sich für die Finalrunde zu qualifizieren. Ein Erfolgserlebnis konnte er aber mitnehmen: Er erzielte in dem Turnier das erste Maximum Break seiner Karriere. Als Erfolg verbuchen konnte er auch das Achtelfinale beim German Masters direkt im Anschluss, bei dem er mit John Higgins einen weiteren Topspieler schlug. Danach gelang ihm aber kein Erfolg mehr und bei der Weltmeisterschaft, bei der er automatisch für das Crucible qualifiziert war, wurde er ausgerechnet gegen den stärksten und bestens eingespielten Qualifikanten gelost: Zhao Xintong besiegte ihn nicht nur klar mit 10:4, der junge Chinese wurde danach auch Weltmeister. Für Jones bedeutete es aber auch den Verlust der Top-16-Platzierung.

## Erfolge

### Profiturniere
- Finale: Weltmeisterschaft (2024)
- Halbfinale: Gibraltar Open (2022)
- Viertelfinale: English Open (2020), Snookerweltmeisterschaft (2023), British Open (2024), Champion of Champions (2024)

### Amateur-/Qualifikationsturniere
Finalteilnahmen
| Ausgang         | Jahr | Turnier                                   | Finalgegner       | Ergebnis |
| --------------- | ---- | ----------------------------------------- | ----------------- | -------- |
| Amateurturniere |      |                                           |                   |          |
| Zweiter         | 2009 | PIOS 2009/10 – Event 4                    | Jamie Jones       | 0:6      |
| Sieger          | 2010 | U19-Europameisterschaft                   | Anthony McGill    | 6:4      |
| Sieger          | 2012 | EBSA Qualifying Tour – Event 4 (Scotland) | Sanderson Lam     | 3:2      |
| Sieger          | 2012 | EBSA Qualifying Tour – Play-off           | John Parkin       | 4:0      |
| Sieger          | 2016 | Europameisterschaft                       | Jamie Rhys Clarke | 7:4      |
| Sieger          | 2018 | Q School – Turnier 1                      | Jordan Brown      | 4:2      |